# نیم‌واکه
نیم‌واکه یا نیم‌مصوت یا نیمه‌صدادار (به انگلیسی: semivowel) یا غلت (به انگلیسی: glide) در آواشناسی و واج‌شناسی صوتی همانند ‎/w/‎ یا ‎/j/‎ در انگلیسی است، که از نظر قواعد آواشناسی شبیه به یک واکه است اما به جای آنکه در هستهٔ هجا قرار گیرد در حاشیهٔ آن قرار می‌گیرد.

## طبقه‌بندی
نیم‌مصوت‌ها زیر مجموعه‌ای از ناسوده‌ها هستند.[۲][۳] اگر چه گاهی کارکرد «نیم‌مصوت» و «ناسوده» شبیه به هم است،[۴] بیشتر نویسندگان موافق اند با اینکه همهٔ ناسوده‌ها نیم‌مصوت نیستند، اگرچه ممکن است حقیقت جزئیات از یک نویسنده با نویسندهٔ دیگر فرق داشته باشد. برای مثال Ladefoged & Maddieson (۱۹۹۶) ناسودهٔ لبی–دندانی را که نیم‌مصوت است بررسی نکرده است،[۵] در حالی که هدف Martínez-Celdrán (۲۰۰۴) رسیدگی به این موضوع بود.[۶]

## انواع نیم‌مصوت
نیم‌مصوت‌ها را بر طبق آنچه که نامیده«طبقه‌بندی ثابت» به چهار گروه تقسیم کرده، آن‌ها مشابه با چهار صدای اصلی مصوت است. [۷]
مصوت(هجا)	نیم‌مصوت (بدون هجا)
(مصوت غیر گرد بسته از جلو) [i]
(ناسوده کامی) [j]
(مصوت گرد شده از جلو) [y]
(ناسوده لبی دندانی) [ɥ]
(مصوت غیرگرد شده بسته از پشت) [ɯ]
(ناسوده ملازی) [ɰ]
(مصوت گرد بسته از پشت) [u]
(ناسوده لبی و ملازی) [w]
همچنین بعضی نویسندگان[۵][۶] ناسوده rhotic را بررسی می‌کنند [ɻ] [ɹ]نیم‌مصوتی مطابق با
R-colored مصوت‌هایی مانند: [ɚ]
همچنین نامبرده‌های بالا، ناسوده لبی – دندانی در بعض حالت‌ها یک نیم‌مصوت بررسی شده، اما نه در همه.
نیم‌مصوت‌های مرکزی از قبیل Korean [ȷ̈]غیر معمول هستند.

## مقایسه با مصوت‌ها
نیم‌مصوت‌ها در مقابل مصوت‌های یک سیلابی تعریف می‌شوند. به عبارت دیگر معمولاً نیم‌مصوت‌ها از مصوت‌ها کوتاهتر هستند. [۲] در زبان‌های گوناگون مانند: Amharic، Yoruba، and Zuni، نیم‌مصوت‌ها نسبت به مصوت‌های مشابه‌شان تنگ تری در دستگاه آوایی تولید می‌شوند. [۵] با وجود این ممکن است نیم‌مصوت‌ها معادل واجی باشند. برای مثال کلمه انگلیسی fly می‌تواند هر کدام از سیلاب باز ختم شده به مصوت مرکب/flaɪ/ یا سیلاب ختم شده به صامت /flaj/را بررسی کند. [۸] در آواشناسی هم همین مشکل است.
شاید چون تمایل سیلاب‌ها به داشتن صامت آغازی است [ja] بیشتر در ابتدای کلمه و بعد از آن یک مصوت مرکب [i̯a] می‌آید در حالیکه تمایل دارد بعد از صامت بیاید. لازم به ذکر است ارچه در جایگاه مناسب هر دو معمول هستند، در فرانسه paille به صورت [paj] و در انگلیسی pie به صورت [paɪ̯] می‌باشد. این در یک زبان غیرمعمول است که نیم وصوت و صامت مرکب را با هم مقایسه کرده و آن را معادل با مصوت در نظر گرفت، البته لازم به ذکر است ارچه رومانی‌ها صامت مرکب /e̯a/ را با /ja/ مقایسه می‌کنند، یک شباهت ادراکی در توالی نیم‌مصوت‌ها وجود دارد.
صامت مرکب به یک بخش ساده تجزیه می‌شود در حالیکه توالی مصوت تقریبی به دو بخش جداگانه تجزیه می‌شود. به عبارت دیگر دلائل واج‌شناسی بر تمییز آن (از قبیل صامت مرکب که به نوبت با /e/ در جفت مفرد یا جمع می‌آید) فرق‌های واج‌شناسی بین این دو جزء وجود دارد: [۹]
/ja/. ۱ مدت بیشتری را نسبت به /e̯a/ دارد.
۲. مرحله تغییر بین دو المنت در/ja/ نسبت به /e̯a/ طولانی‌تر و سریعتر است با الگوهایی که آغازهی بالاترF۲ دارد.(دارای فشار بیشتری در جایگاه آغازی است.) اگرچه یک شباهت واج‌شناسی میان /o̯a/ و /wa/ وجود دارد، تولید و درک مقایسهٔ واجی بین این دو خیلی ضعیف می‌باشد، احتمالاً به واسطهٔ یک واژه کمتر سنگین برای /wa/ (در حالیکه به کلمات بزرگ و سنگین از فرانسه محدود شده‌است و سختی ادامه دادن مقایسه بین دو گلاید گرد در مقایسهٔ آغازهٔ ابتدایی است. [۱۰]

## مقایسه با نیم‌مصوت‌های سایشی/اصطکاکی
بر طبق تعریف استاندارد، نیم‌مصوت‌ها مانند[j) با سایشی مانند [ʝ] مقایسه می‌شوند. سایشی‌ها با یک آشفتگی تولید می‌شوند در حالیکه نیم‌مصوت‌ها اینگونه نیستند. در بحث اسپانیا، Martínez-Celdrán دسته سومی به نام «نیم‌مصوت اصطکاکی» که‌برای مقایسهٔ هردو دستهٔ نیم‌مصوتها با مصوت‌های سایشی پیشنهاد کرده‌است. [۱۱]
در میان نیم‌مصوت‌های اصطکاکی که بیشتر منقض می‌شوند.(دامنهٔ فراوانی کمتری دارند)، بلندتر، و غیر خاص تر برای گرد شدن تلفظ می‌شوند (برای مثال viuda [ˈbjuða] 'widow'[۱۲] و ayuda [aˈʝʷuða] 'help') توزیع محدودتری در اصطکاک دارند. نیم‌مصوت‌های اصطکاکی تنها در سیلاب آغازه ظاهر می‌شوند (شامل آغاز کلماات جای که هرگز نیم‌مصوت ظاهر نمی‌شود)دو اصطکاک بعد از /l/ و /n/ در توزیع هستند مانند: [۱۳] enyesar [ẽ̞ɲˈɟʝe̞saɾ] ('to plaster')، aniego [ãnje̞ɣo̞] ('flood') اگرچه این تفاوت در لهجه و است، اما همنین ممکن است صحبت کنندگان به دیگر جفت‌های کمینه نزدیک شده و آن‌ها را نشان دهند مانند: abyecto ('abject') و abierto ('opened'). [۱۴]
یک عامل جفت کمینه (وابستگی به لهجه‌است) مانند:
ya visto [(ɟ)ʝaˈβisto̞] ('I already dress') و y ha visto [jaˈβisto̞] ('and he has seen').[۱۵]
دوباره، این در تمام لهجه‌ها وجود ندارد. در دیگر لهجه‌ها ترکیب کردن یا افزودن دو مورد با شکل‌هایی دیگر از حرکت جایگاه تولیدی مقایسه می‌شود.